# Deuxième Bucolique
La Deuxième Bucolique, considérée comme la plus ancienne du recueil des Bucoliques, date vraisemblablement de 42 av. J.-C.. Elle fait partie des chants amoureux inspirés de Théocrite. Précédé de cinq vers d’ouverture par un narrateur extérieur qui présente le locuteur, Corydon, c’est un monologue amoureux. Il est composé de 68 ou 63 vers, selon qu’on considère les cinq derniers comme prononcés par Corydon ou par le narrateur externe.
À l’heure où tout sommeille sous la canicule, le berger Corydon, qui brûle en vain de passion pour Alexis, un pâle jeune homme de la ville, constate que l’amour le dévore et le ronge sans répit. Dans une suite de plaintes pathétiques ponctuées d’exclamations, il exprime son désarroi amoureux. Puis, il feint de pouvoir se détacher, revient ensuite à des promesses de cadeaux amoureux, couronnes de fleurs et fruits, avant de virer à nouveau et de condamner son amour comme une folie. Mais il (ou le narrateur externe) constate finalement que le feu de la passion le brûle toujours.

## Présentation

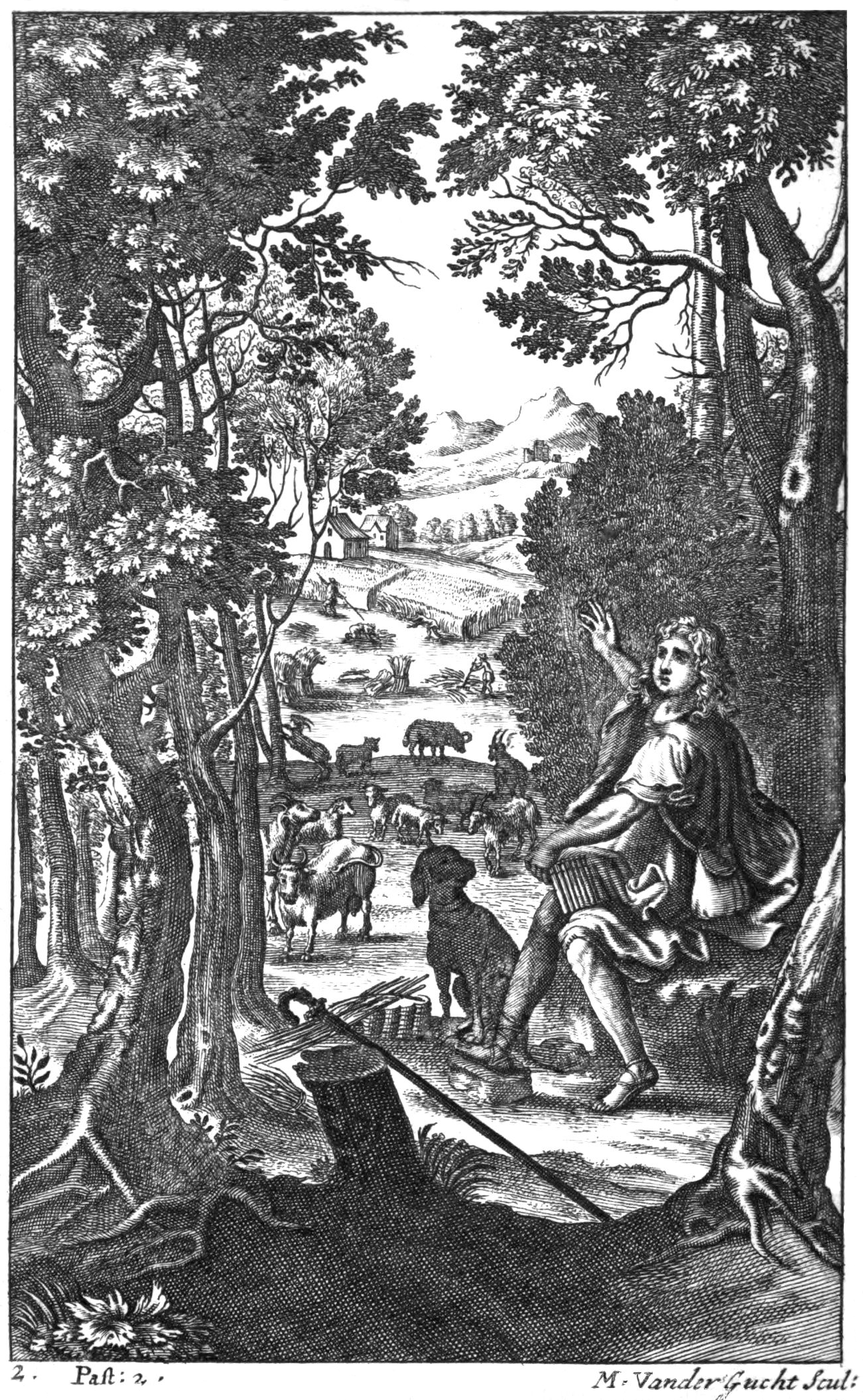
Gravure illustrant le monologue du « jeune Corydon, le malheureux berger amoureux » (Young Corydon, th'unhappy Shepherd Swain), 1709, traduction de John Dryden.

La Deuxième Bucolique fait partie des chants amoureux inspirés de Théocrite. Généralement considérée comme la plus ancienne du recueil, elle date vraisemblablement de 42 av. J.-C.. Virgile a imposé un ordre littéraire fondé sur l’alternance dans l'édition de son œuvre, le deuxième poème est donc un monologue. Il est précédé de cinq vers d'introduction (ou proême) qui présentent le personnage de Corydon. Il se conclut par cinq vers qui achèvent le poème comme il a été ouvert, sur le nom d'Alexis, le jeune éphèbe dont Corydon est désespérément amoureux.
Le nom de Korydon apparaît déjà chez Théocrite, dans les Idylles IV et V ; il est apparenté à Korudallis, l'alouette huppée. C'est un paysan naïf, un rustre maladroit, traits que va conserver le Corydon de Virgile. Le nom Alexis est à rapprocher du verbe ’αλέξειν / alexein  qui signifie « repousser, écarter ». Cependant le nom d'Alexis apparaît chez le poète alexandrin Méléagre, dans son recueil La Couronne où chaque poète est représenté par une fleur.
Le poème s'inspire essentiellement de l'Idylle XI de Théocrite, dans laquelle le cyclope Polyphème déclame son amour pour Galatée, avec des réminiscences de  l'Idylle III (La Visite galante) ; s'y ajoutent de nombreuses références à la poésie de Callimaque, mais aussi à celle de Catulle et de Lucrèce.
Le Polyphème de Théocrite, loin du géant anthropophage que rencontre Ulysse dans le chant IX de l'Odyssée, est un personnage grotesque, attachant et sentimental, amoureux transi d'une créature qui de toute évidence ne peut s'accorder avec lui. Corydon hérite de sa rusticité et de son ironie à l'égard de lui-même, mais il n'a aucun trait comique et, s'il est naïf, il n'est jamais ridicule.
Il clame sa passion et son désarroi amoureux en une longue succession de plaintes ponctuées d'exclamations, avec des accents pathétiques (qui relèvent plus de l'élégie que de l'idylle). Elles sont caractéristiques des Passions amoureuses (Περὶ Ἐρωτικῶν Παθημάτων / Perì Erôtikôn Pathêmátôn) de Parthénios de Nicée qui ont inspiré les Élégies de Gallus. Ce lamento est entrecoupé de brefs retours à la réalité.
Cependant, deux manuscrits anciens, le Vergilius Vaticanus et le Vergilius Romanus, titrent cette Bucolique « Poeta Corydon ». Ils suggérent non des moments de lucidité de Corydon lui-même, mais la présence d'un deuxième personnage (le poète) qui l'écoute et, en une série d'a parte, l'exhorte à se reprendre, puis, en guise de péripétie finale, à se consoler… en se trouvant un autre Alexis. Cette interprétation fait songer à une représentation sur scène en un spectacle alliant poème, jeu scénique et musique.
Quoi qu'il en soit, par cette églogue, Virgile enrichit la tradition bucolique en la mêlant avec celle de l'élégie érotique romaine et en se livrant à un travail minutieux de composition qui relève de l'esthétique raffinée de la poésie alexandrine.
Corydon évoque l'heure « où Thestylis broie l'ail et le serpolet odorants, pour les moissonneurs accablés des feux dévorants de l'été ». Ce personnage dans l'Idylle II de Théocrite, où elle est servante de la magicienne Simaitha. Ménalque, un homme brun qu'il dit avoir aimé, est un personnage de la Troisième Bucolique ; tout comme deux autres personnages également mentionnés : Damétas (ou Damète) et Amyntas..

## Bibliographie

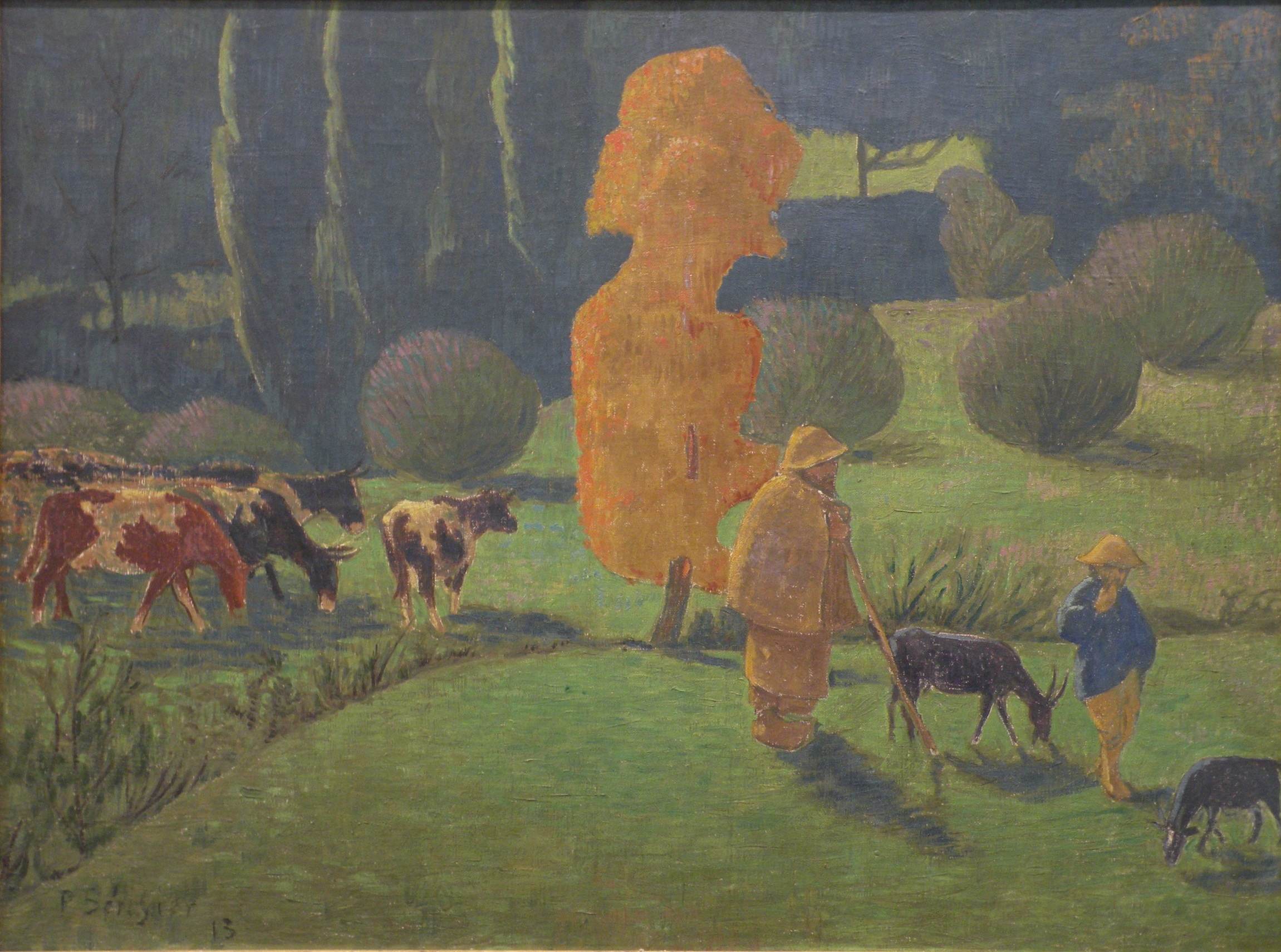
Le Berger Corydon, par Paul Sérusier en 1913.